# 飯淵康一
飯淵 康一（いいぶち こういち、1946年 - ）は、日本の建築史家。平安時代の内裏や寝殿造に関する研究で知られる。

## 研究業績
平安時代貴族住宅の分野で、方一町の里内裏の周辺に三町四方の陣中と呼ばれる領域があったことを指摘したことで評価されている。
また、川上貢が明らかにした「晴」「褻」の概念に対して、「晴」が儀式の行われる空間を示す概念であるに対し、「東礼の家」「西礼の家」など「礼」という言葉も平安時代にあり、平安時代末以降は「晴」と「礼」は同義語のようにもなるが、本来「礼」は、内裏での儀式を起源として「晴」の儀式の場における方向を示す概念であることを例証したことでも知られる。
川本重雄が1982-1983年に発表した「寝殿造の典型像とその成立をめぐって・上下」に対して異論を唱え、学会において討論を行った。この討論は関連学会の注目を集め、古代学協会の『古代文化』は1987年に「寝殿造研究の現状と課題」という特集を組み、その特集の中心は飯淵康一と川本重雄がそれぞれ自分の論点をまとめたものとなっている。論点は寝殿造の「対」の規模と用法が中心で、その後も双方それについての研究を深化させ寝殿造研究を発展させている。

## 経歴
- 1969年 東北大学工学部建築学卒業
- 1975年 東北大学大学院工学研究科博士課程修了、工学博士
- 1975年 - 1987年 東北大学工学部助手
- 1987年 - 1997年 東北大学工学部助教授
- 1997年 - 2010年 東北大学大学院工学研究科教授
- 2017年現在 宮城学院女子大学生活文化デザイン学科教授

## 受賞
- 2008年 日本建築学会賞(『平安時代貴族住宅の研究』で論文賞）

## 著書
- 『平安時代貴族住宅の研究』中央公論美術出版 2004年
- 『平安時代貴族住宅の研究(増補再版)』中央公論美術出版 2006年
- 『続平安時代貴族住宅の研究』中央公論美術出版 2010年